# Cephalodella pentaplax
Cephalodella pentaplax är en hjuldjursart som beskrevs av Wulfert 1943. Cephalodella pentaplax ingår i släktet Cephalodella och familjen Notommatidae. Inga underarter finns listade i Catalogue of Life.